# Karmë
Karmë – wieś położona w północnej części Albanii w gminie Qerret. Wieś znajduje się 83 kilometrów od stolicy państwa, Tirany.

## Demografia
Według spisu ludności z 1989 roku we wsi Karmë mieszkało 179 mieszkańców.